# ONFJ MB 3
Der Triebwagen MB 3 wurde von der Odense–Nørre Broby–Faaborg Jernbane (ONFJ) für den Betrieb auf der 1906 eröffneten dänischen Privatbahnstrecke Odense–Nørre Broby–Faaborg  beschafft.

## Geschichte
Für den Personenverkehr auf der Strecke zwischen Odense und Faaborg über Nørre Broby beschaffte die Gesellschaft zur Einsparung von lokomotivgeführten Zügen 1927 einen vierachsigen Triebwagen mit zwei Drehgestellen. Lieferant war die dänische Lokomotivfabrik Scandia A/S in Randers. Das Fahrzeug hatte die Fabriknummer 2144, die Auslieferung erfolgte im Mai 1927.

## Technische Ausstattung
Der Triebwagen hatte einen Benzinmotor und ein mechanisches Viergang-Getriebe. Er war mit einer Druckluftbremse ausgestattet. Während des Zweiten Weltkrieges von 1941 bis 1945 erhielt er einen Gasgenerator. 1946 wurde das Fahrzeug mit gebrochener Kurbelwelle abgestellt.

## DSB MBF (I) 483
Die Betriebsführung auf dieser Strecke hatte seit der Eröffnung die Sydfyenske Jernbaneselskab  (SFJ), die für die Fahrzeugunterhaltung und den Einsatz der Fahrzeuge zuständig war.
Durch die Übernahme der Sydfyenske Jernbaner am 1. April 1949 durch Danske Statsbaner (DSB) wurden die ONFJ-Fahrzeuge zur Verwendung an die Staatsbahnen übertragen. Allerdings blieb der Triebwagen im Besitz der ONFJ und wurden nicht Eigentum der Staatsbahnen. Er erhielt die Baureihenbezeichnung MBF (I) und die Betriebsnummer 483.
Er wurde 1949 bei Scandia modernisiert. Anschließend wurde er bis 1953 von Fåborg aus eingesetzt.

## NFJ MH 8
1957 erfolgte der Verkauf für 10.500 Kronen an die Nordfynske Jernbane zur Bedienung der Bahnstrecke Odense–Otterup–Bogense. Dort erhielt er die Bezeichnung NFJ MH 8.
Er erhielt einen Sechszylinder-Hercules-Dieselmotor, der 1964 durch einen Achtzylinder-Dieselmotor mit 160 PS von Frichs ersetzt wurde.
Die Ausmusterung erfolgte 1966, im darauffolgenden Jahr wurde das Fahrzeug verschrottet.